# Спирина, Александра Александровна
Александра Александровна Спирина (род. 29 сентября 1999) — белорусская шашистка (международные и русские шашки). Чемпионка Беларуси по международным шашкам (2014), бронзовый призёр чемпионата Беларуси по русским шашкам (2015).
Входит в сборную Беларуси, заняла 6 место (вместе с Ольгой Федорович) на командном чемпионате Европы 2014.

## Спортивные достижения
Результаты за 2017 год:
Молодежный чемпионат мира по шашкам – 64, (юниорки, 1998-2000 г.р.) – 2 место (классическая программа).
Результаты за 2018 год:
Молодежный чемпионат Европы по шашкам – 64 (юниорки, 1999-2001 г.р.) – 1 место (молниеносная и быстрая программы), 2 место (классическая программа).
Молодежный чемпионат мира по шашкам – 64 (юниорки, 1999-2001 г.р.) – 2 место (классическая программа).
Чемпионат Европы по шашкам - 64 среди женщин – 5 место (молниеносная программа).
Результаты за 2019 год:
Чемпионат Европы по шашкам – 64 (молодежь, 1993-1999 г.р.) – 1 место  (классическая и быстрая программы), 2 место (молниеносная программа).
Чемпионат мира по шашкам – 64 (молодежь, 1993-1999 г.р.) – 1 (классическая и быстрая программы), 2 место (молниеносная программа).
Результаты за 2021 год:
Чемпионат мира по шашкам-64 среди девушек до 27 лет (молодежь, 1995-2001 г.р.) по шашкам-64 – 2 место (классическая и быстрая программы).
Результаты за 2022 год:
Чемпионат мира по шашкам-64 среди девушек до 27 лет (молодежь, 1996-2002 г.р.) по шашкам-64 – 5 место (быстрая программа).
Открытый Кубок Союзного государства по шашкам-100 среди девушек до 27 лет (молодежь, 1996-2002 г.р.) – 2 место (молниеносная программа).
Результаты за 2023 год:

Чемпионат мира по шашкам-64 среди девушек до 27 лет (молодежь, 1997-2003 г.р.) по шашкам-64 – 1 место (молниеносная и быстрая программы), 4 место (классическая программа).